# Kdopak by se čertů bál
Kdopak by se čertů bál je český animovaný televizní seriál režiséra Jiřího P. Mišky, s uměleckými ilustracemi od Luďka Bárty, a namluvený hercem Ivanem Trojanem. Premiérově jej přinesl Večerníček 1. září 2021 na stanici ČT :D.

## Seznam dílů
1. Kde se vzali, tu se vzali
2. Žádný strom neroste do nebe
3. Jako ryba na suchu
4. Bez práce nejsou koláče
5. Kdo jinému jámu kopá
6. S čím kdo zachází, tím také schází
7. Lež má krátké nohy
8. Komu není rady, tomu není pomoci
9. Chytrému napověz, hloupého kopni
10. V nouzi poznáš přítele
11. Každý chvilku tahá pilku
12. Není všechno zlato, co se třpytí
13. Jak se do lesa volá